# Мираз
Мираз је поклон који породица младе даје младожењиној породици на дан венчања. Многи људи мисле да је то допринос младине породице будућим трошковима који настају њеним усељењем у младожењин дом. У патријархалном друштву, уколико млада има браће, мираз који млада добије приликом удаје био је све што она добија од родитеља и није имала право на друго наследство. У Србији је ово прекинуто законском регулативом после Другог светског рата када сва деца и мушка и женска добијају једнако права на наследство. Међутим и поред тога у многим сеоским срединама и даље се задржао овакав обичај тако што се ћерка добровољно одриче свог дела наследства. Самим тим значај мираза је некада био већи него што је то сада и били су већи материјални износи у питању.
Уколико млада нема браће онда је она миражџика (негде зову и миражинка) и њој припада право да у мираз добије део родитељског имања или цело имање ако нема других сестара. Данас се за миражџику обично сматра ћерка јединица тј. млада која нема ни браће ни сестара. У случају раскида брака, мираз се враћа млади.
Мираз је древни обичај, а његово постојање вероватно претходи записима о томе. Мираз се и даље очекује и тражи као услов за прихватање брачног предлога у неким деловима света, углавном у дијеловима Азије, Северне Африке и Балкана. У неким азијским земљама спорови везани за мираз понекад резултирају насиљем над женама, укључујући убиства и нападе киселином. Обичај мираза је најчешћи у културама које су изразито патрилинеарне и које очекују да жене живе са или у близини породице свог мужа (патрилокалност). Мираз има дугу историју у Европи, Јужној Азији, Африци и другим деловима света.

## Дефиниција
Мираз је пренос родитељске имовине на кћерку да се уда (тј. 'inter vivos'), а не у случају смрти власника (mortis causa). Миразом се успоставља врста брачног фонда, чија природа може знатно да варира. Овај фонд може пружити елемент финансијске сигурности у удовству или против несавесног мужа, а на крају можда може да омогући бригу о њеној деци. Мираз такође може помоћи у оснивању брачног домаћинства, те стога може укључивати покућанске предмете као што су постељина и намештај.
Локално, мираз или девојачка спрема се назива јахез на урду, персијском и арапском језику; дахез на хиндустанском, dāj  на панџапском, дајџо на непалском, çeyiz на турском, џоутук на бенгалском, ђаџуанг на мандаринском, варадачанај на тамилском, стриданам на малајаламу, мираз на српскохрватском, а у разним деловима Африке као серотвана, идана, садукуат или мугтаф.

## Порекло
Компаративно истраживање антрополога Џека Гудија о миразним системима широм света користећи Етнографски атлас показало је да је мираз облик наслеђивања који се налази у широком распону евроазијских друштава од Јапана до Ирске који практикују „дивергентну деволуцију“, тј. која преносе имовину на децу оба пола. Ова пракса се разликује од већине подсахарских афричких друштава која практикују „хомогено наслеђивање“ у којем се имовина преноси само на децу истог пола као носиоца имовине. Ова афричка друштва карактерише пренос „цене невесте“, новца, робе или имовине коју младожења или његова породица дају родитељима невесте (не самој младој).
Гуди је показао историјску корелацију између праксе „дивергентне децентрализације“ (мираза) и развоја интензивне плужне пољопривреде, с једне стране, и хомогеног наслеђа (невеста) и екстензивне пољопривреде (окопавања мотиком), с друге стране. Ослањајући се на рад Естер Босеруп, Гуди примећује да се полна подела рада разликује у интензивној плужној пољопривреди и опсежној променљивој хортикултури. У ретко насељеним регионима где се одвија променљива култивација, већину посла обављају жене. Ово су друштва која дају цену млади. Босеруп даље повезује преусмеравање хортикултуре са праксом полигамије, те се за младу плаћа као накнаду њеној породици за губитак радника. У плужној пољопривреди која се углавном заснива на мушком раду, даје се мираз. Плужна пољопривреда је повезана са приватним власништвом, а брак има тенденцију да буде моногаман, да задржи имовину унутар нуклеарне породице. Ужа породица су преферентни брачни партнери како би се задржала имовина унутар групе.
Постоји научна дебата о Гудијевој теорији. Силвија Јанагиско тврди, на пример, да постоји низ друштава, укључујући делове Јапана, јужне Италије и Кине, која не подржавају Гудијеву тврдњу да је мираз облик женског наслеђа мушке имовине. Она напомиње да је Гудијева визија еволуцијски модел у којем ове историјске променљиве вероватно нису одлучујући фактори у данашње време. Сузан Ман, насупрот томе тврди и даје примере где је чак и у касној царској Кини мираз био облик женског наслеђа.
Станли Џ. Тамбјах (Гудиов коаутор у ранијем делу „Младино богатство и мираз”) касније је тврдио да је Гудијева свеукупна теза остала релевантна у Северној Индији, иако је била потребна модификација како би се прилагодило локалној ситуацији. Он истиче да се мираз у Северној Индији само делимично користи као брачни фонд невесте, а да велики део иде директно у младожењину заједничку породицу. Иницијално се стиче утисак да ово негира Гудијев модел, осим што у Северној Индији заједничку породицу чине младожењини родитељи, његова ожењена браћа и неудате сестре и њихова деца треће генерације. Ова заједничка породица контролисала је овај део мираза, који су користили за финансирање мираза своје ћерке/сестре. Али када родитељи умру, и заједничка се породица подели, ово заједничко богатство се потом подели међу ожењеним синовима, тако да се ултиматно младин мираз дат заједничкој породици враћа њој и њеном мужу као њихов „брачни фонд“.
Шлегел и Елоул су проширили Гудијев модел даљом статистичком анализом Етнографског атласа. Они тврде да је главни фактор у одређивању типа брачне трансакције тип имовине коју контролише домаћинство. Младино богатство циркулише имовину и жене, и типично је за друштва у којима је имовина ограничена. Мираз концентрише имовину и налази се у класама власника имовине или трговачким или земљопоседничким народима. Када породице дају мираз, не само да обезбеђују економску сигурност своје ћерке, већ јој „купују“ најбољег могућег мужа, а зета за себе.